# SG-071
SG-071 – łódź hybrydowa Morskiego Oddziału SG, eksploatowana w Kaszubskim Dywizjonie w Gdańsku Westerplatte.
Jednostka przeznaczona jest do patrolowania, zwalczania kłusownictwa, kontroli połowów oraz ratowania życia i mienia na morzu. Motorówka razem z przyczepą pod łodziową kosztowała ok. 1,3 mln zł. Łódź wcielono do służby 12 grudnia 2017 roku.